# 메이시스 추수감사절 퍼레이드

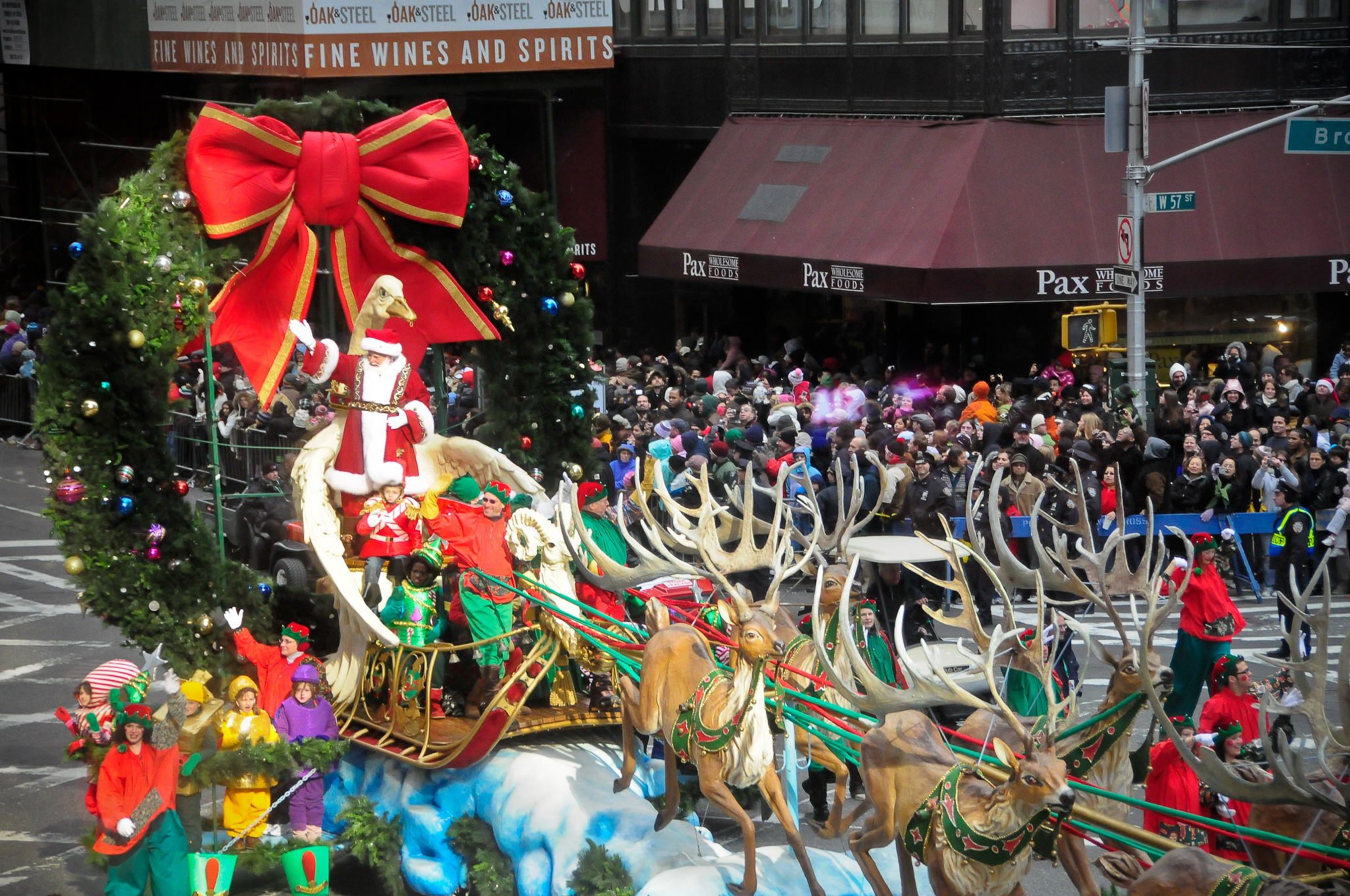
메이시스 추수감사절 퍼레이드

메이시스 추수감사절 퍼레이드(Macy's Thanksgiving Day Parade)는 매년 메이시스가 개최하여 추수감사절에 열리는 퍼레이드 행사이다. 뉴욕 오전 9시에 시작하여 약 3시간동안 진행된다.